# Лустер
Лустер је врста лампе која се качи на плафону, па се често може наћи и под називом плафонска лампа. Основна намена лустера је сабирање већег броја светслосних извора.

## Историја
У почетку су то биле свеће па се и данас у црквама могу пронаћи лустери на којима се налази велики број свећа. Овакви лустери су биле основне каркатеристике балских дворана у свим познатим палатама широм Европе. То су били најчешће висећи лустери за изузетно богатом декорацијом. Украшавани су пре свега разним врстама кристала па чак и драгим камењем. Основа лустера је често позлаћивана.
Међутим, преласком на електричне сијалице није био неопходан велики број сијалица па је основна намена изгубљена, али је остао као веома важан детаљ ентеријера. Са проналаском електричне сијалице често се око саме сијалице стављају кугле од обојеног стакла како би повећао дисперзију светлости али и умањио сам осветљај сијалице. Користе се и кугле у боји како би се постизали одговарајући декоративни ефекти. Поред висећих лустера све чешће су у употреби тзв. плафоњерке. Код њих је светлосни извор за разлику од висећих лустера непосредно уз сам плафон. И оне често имају омотач од белог или благо обојеног стакла или пластике.

## Занимљивост
Највећи лустер на свету налази се у новој џамији у Абу Дабију, и украшен је Сваровски кристалима.

## Галерија
- Лустер у једној од соба Беле куће
- Модерни лустер
- Класичнији лустер
- Лустер у музеју у Лондону
- Лустер из Таковског дворца, месинг, кобалт, ливење, ковање, гравирање, висина 40 cm, пречник 43,5 cm, Беч, крај 19. века
- Полијелеј у цркви Св. Петра и Павла
- Полијелеј у цркви Св. Илије
- Полијелеј у цркви Св. Николе